# دحل الطحلب
دحل الطحلب أو الدحل الأخضر يقع في الشمال الشرقي من مدينة الرياض، بالقرب من مركز شوية في هضبة الصمّان التي تفصلها عروق رمال الدهناء عن هضبة نجد.

## نبذة
يُعد الدحل الأخضر أحد أهم الدحول الأكثر روعة لجماله الداخلي بالمتدليات والصواعد والكاسيات والإبريات وغيرها، فضلاً عن تميزه ببريق البلّورات الكلسية البديعة ذات الألوان الزاهية.